# NGC 690
NGC 690 ist eine Balken-Spiralgalaxie vom Hubble-Typ SBc im Sternbild Walfisch südlich der Ekliptik. Sie ist schätzungsweise 231 Millionen Lichtjahre von der Milchstraße entfernt und hat einen Durchmesser von etwa 80.000 Lichtjahren.
Das Objekt wurde am 9. November 1885 von dem US-amerikanischen Astronomen Francis Preserved Leavenworth entdeckt.